# Simpert Schwarzhuber
Simpert Schwarzhuber (Geburtsname: Franz Xaver) (* 4. Dezember 1727 in Augsburg; † 30. April 1795 in Maria Plain, Bergheim) war ein deutscher katholischer Theologe.

## Leben
Schwarzhuber besuchte das Gymnasium St. Salvator seiner Heimatstadt und später das Lyzeum in Freising. 1745 begann er theologische Studien am Benediktinerkloster in Wessobrunn, bei welchem er selbst eingetreten war. Nach dem Noviziat in Weihenstephan setzte er 1746 seine Studien in Kloster Oberalteich fort und wurde 1750 nach Salzburg versetzt. 1752 wurde er Priester, dann Sakristan an der Klosterkirche und Lehrer der jüngeren Ordensbrüder in Wessobrunn. 1757 ging er als Professor der Grammatik, Poesie und Rhetorik an die humanistische Vorschule der Universität Salzburg; schließlich wurde er Präfekt des dortigen Gymnasiums. 1765 übernahm er die Professur der Ethik und Geschichte an der Salzburger Hochschule.
Nachdem er auch Vorlesungen zum Natur und Völkerrecht gehalten hatte, wurde er 1774 Mitglied der theologischen Fakultät, erzbischöflich Geistlicher Rat, Sekretär und Universitätsbibliothekar. 1777 wurde er Präses der Kongregation und 1789 Prokanzler sowie Vizerektor der Salzburger Alma Mater. Nachdem er noch 1793 Vorträge über theologische Ethik, Dogmatik und Kirchengeschichte gehalten hatte, ging er aus gesundheitlichen Gründen als Superior in den Wallfahrtsort Maria Plain, wo er an Wassersucht verstarb.

## Werke
- Predigten über die wichtigsten Gegenstände des Christenthums. Augsburg 1768, 2. Teile, 2. Aufl. Augsburg 1772 2. Teile
- Ethica seu Jus naturae philosophice expensum. Augsburg 1768
- De celebri inter sacerdotium et imperium schismate, tempore Friderici III., Dissertatio historica. Salzburg 1771
- Neue Sittenreden von den Seligkeiten, von dem allerheiligsten Sakrament, und von der göttlichen Mutter; sammt einer Anweisung für alle Festtage des Jahres. Augsburg 1772 4 Teile
- Synopsis historica Saeculi III. Tentamen imitationis Bossuetianae. Salzburg 1772
- Abhandlung von der Verehrung der unbefleckten Jungfrau und Mutter Gottes Maria in den ersten fünf Jahrhunderten der Kirche. Kaufbeuren 1772
- Fortgesetzte Abhandlung von der Verehrung der unbefleckten Jungfrau u.s.w. in den folgenden Jahrhunderten. Kaufbeuren 1773–1782
- Recapitulation der sieben Capitel von Klosterleuten. Regensburg 1782
- Trauerrede auf die Abtissin, geborenen Gräfin von Wicka am Nonnberg. Salzburg 1783
- Praktisch-katholisches Religionshandbuch für nachdenkende Christen, auch höchsten Befehl verfaßt. Salzburg 1784–1786, 4 Bände, 1786, 1794–1797
- B. Gisbert's christliche Beredsamkeit nach ihren innerlichen Wesen, neu übersetzt. Augsburg 1788
- Praktisch-katholisches Religionshandbuch zum Gebrauch des gemeinen Stadt- und Landvolkes, wie auch zum Behuf der Christenlehrer, auf höchsten Befehl des hochwürdigen Reichsfürsten und Erzbischofs zu Salzburg umgearbeitet, und aus dem großen Werke in einen faßlichen Auszug gebracht von nämlichen Verfasser. Salzburg 1790, 2 Bände
- Faßlicher Auszug aus dem practisch-katholischen Religionshandbuche des Pater Simpert Schwarzhuber, für nachdenkende Christen und auch das gemeine Volk. Hildesheim 1793
- System der christlichen Sittenlehre. Salzburg 1793–1794 2 Teile
- Gedanken über die bedenklichen Einwendungen gegen die Untrüglichkeit der Kirche und über die Frage, ob und wiefern die katholische oder doch die christliche Religion für die alleinseligmachende zu halten sei. Salzburg 1794